# 烏帽子山荘
烏帽子山荘（えぼしさんそう）は、富山県黒部市宇奈月温泉（荷上地区）に所在する宿泊施設である。さとのや 烏帽子山荘とも呼ばれている。

## 概要
1950年に佐藤さとによって旅館『さとのや』として創業した。1952年7月に息子の佐藤喜一が経営を引き継ぎ、国際観光旅館として繁盛させた。後に温泉街入り口に別荘としての烏帽子山荘が開業し、現在に至る。烏帽子山荘の名称は烏帽子山の麓に位置することから名付けられら。
敷地は山林含めて約1万m2。本館は婦負郡八尾町（現・富山市）大長谷地区にあった江戸末期の農家を解体移築（一部手直し）したもので、平屋建て約340m2、長屋門（長さ50m以上）は同じ八尾の古くからの医院のもの、管理棟（約140m2、明治時代の創建）と土蔵（約70m2）は宇奈月町の旧家からそれぞれ譲り受けた。1976年時点では門と本館が竣工済みである。